# 위험한 과학책
위험한 과학책(What If?: Serious Scientific Answers to Absurd Hypothetical Questions)은 미국의 랜들 먼로가 연재한 만화 xkcd에서 독자들의 질문들에 과학적으로 답변한 논픽션 책이다. 독자들의 질문들을 분류하여 수십개의 장으로 나누었으며, 대부분 독특한 질문에 답변하는데 전념한다. 미국에서 2014년 9월 2일에 출간되었으며, 대한민국에서는 2015년 4월 24일에 출판되었고, 출판 이후 많은 비평가들로부터 호평을 받았다.

## 개념
랜들 먼로가 어린 시절 떠올린 "세상에 부드러운 것이 더 많냐, 아니면 딱딱한 것이 더 많나?"라는 질문은 그의 어머니가 기록해둘 정도로 어머니에게 깊은 인상을 남겼다. 이후 그는 그 질문이 다소 무의미하다고 말했지만, 바보 같은 질문들이 사람들을 흥미로운 곳으로 데려갈 수 있는 예로 사용했다.
2012년부터 매사추세츠 공과대학교에서 마련한 주말 봉사 프로그램의 이야기를 듣고 에너지 수업을 시작했고, 학생들은 처음에 수업이 "건조하다"고 느꼈다. 하지만, 그가 스타워즈와 반지의 제왕을 예로 들기 시작하면서 학생들은 흥분하기 시작했고, 후반기에는 수학과 물리 문제들을 풀며 시간을 보냈다. 블로그에 답하기 전에 먼로는 이 에너지 수업에서 받은 질문들을 모아 책을 작성하기 시작했다.
그는 블로그의 디자인에 대해 생각하기 시작했고, 그는 세로로 스크롤하는 것보다 개별 페이지로 표시하는 것을 선택했다. 이는 후에 무한히 세로로 스크롤하는 것을 방지하기 위해서였다. 그는 대부분 자신이 이미 알고 있는 내용이나, 모르는 질문이더라도 흥미롭고 과학 논문 등을 읽고 답변할 수 있는 질문들을 주시했다. 이는 하루종일 답변해도 부족할 정도로 질문이 너무 많았기 때문이었다.

## 출판
랜들 먼로는 2014년 3월 출판사 호튼 미플린 하코트(Houghton Mifflin Harcourt)와 위험한 과학책을 출판하기 위한 계약을 맺었다고 발표했으며, 책은 9월에 출시될 것이라고 발표했다.
출시된 위험한 과학책에는 새로운 질문뿐만 아니라 원본 블로그에 있던 질문과 답변, 아직 답변을 하지 못한 질문들이 수록되어 있었다. 원본 블로그에서 자주 사용되던 alt 텍스트는 책에서 대부분 지워졌지만, 대신 랜들 먼로는 책에 각주를 추가하였다. 책의 표지는 티라노사우루스가 책에서 다루지 않은 주제인 스타워즈의 시라크(Sarlacc)로 빨려 들어가는 모습을 그리고 있다.
이 책은 랜들 먼로의 두 번째 책으로, 먼로의 첫 번째 책은 《XKCD: Volume 0》였으며, 이 책 이후 먼로는 《랜들 먼로의 친절한 과학 그림책》을 출판했다.

## 내용

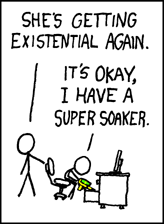
위험한 과학책의 대부분의 그림은 막대인간으로 그려져 있다.

위험한 과학책에서는 독자들의 질문을 랜들 먼로가 이론/과학적으로 풀어 답변한 것으로 구성되어 있으며, 책의 첫 번째 질문은 다음과 같다.
| “ | 만약 당신이 빛의 속도의 90%로 날아오는 야구공을 치려고 한다면 어떻게 될까? | ” |
|   | — 위험한 과학책                                                            |   |

랜들 먼로는 이 질문은 수학과 물리학을 근거로 그러한 상황이 벌어진다면 큰 폭발이 일어나고, 결과는 몸에 맞은 공일 것이라고 답변했다. 또한 "받은 편지함" 문단에는 랜들 먼로가 답변하고 싶지 않았던 질문들을 모아 놓았으며, 막대 인간의 일러스트도 수록되어 있었다.

### 질문들
이 외에도 위험한 과학책은 다음과 같은 여러 질문들을 수록하고 있다.
- 지구가 자전을 멈추면?
- 70억 명이 다 함께 점프하면?
- 세상에 소울메이트가 1명뿐이라면?
- 바다에 구멍이 난다면?
- 인체에서 DNA가 사라지면?
- 원소 벽돌로 주기율표를 만든다면?
- 모든 응시생이 시험을 찍는다면?

## 반응
이 책을 출판 이후 많은 비평가들에게 호평을 받았다. 보스턴 글로브의 에단 길스도르프(Ethan Gilsdorf)는 랜들 먼로가 독자들의 질문에 가능한 많은 변수를 생각해 보고, 문제를 검토하는 것과 지진 릭터 규모 진도 -7도에 일어나는 일을 조사하는 등 장난스럽지만 진지하게 답변을 하는 것이 흥미롭고 재밌다고 말했다. 허프포스트 이 책이 환성적인 이유가 기묘한 질문에도 탄탄한 과학으로 답변하려는 먼로의 노력과 그의 유머감각 때문이라고 말했다. 와이어드의 레트 알랭(Rhett Allain)은 책에서 여러 실수들을 발견했음에도, 그의 12살 아들도 이 책을 즐겨 읽었기 때문에 이 책에 호평을 보냈다.
Varsity의 샘 휴이트와 디 이스케이피스트의 말라 데사트는 델타(Δ)가 인쇄되어야 할 자리에 네모난 기호가 인쇄되는 등 여러 수학 기호 인쇄에 문제가 있다고 지적했다.
이 책은 미국에서 2014년 9월 2일에 출간되어 9월 21일에 뉴욕 타임즈의 뉴욕 타임스 베스트셀러 목록 1위를 차지하였으며, 아마존 주식회사의 "아마존 베스트셀러"로 선정되었다. 또한 위험한 과학책은 굿리즈의 굿리즈 초이스 어워드에서 "베스트 논픽션" 후보로 올랐다.